# Kalanga (Mwense)
Kalanga è un ward dello Zambia, parte della Provincia di Luapula e del Distretto di Mwense.